# Soběslav III
Soběslav III (dříve Táborské Předměstí) je část města Soběslav v okrese Tábor v Jihočeském kraji. Nachází se na severozápadě Soběslavi. Je zde evidováno 854 adres. V roce 2011 zde trvale žilo 4119 obyvatel.
Soběslav III leží v katastrálním území Soběslav o výměře 13,04 km². Městská část Soběslav III zahrnuje severní oblast města až ke Klenovicím a dále pak řadu ulic v jihozápadní části za řekou Lužnicí.

## Historie
Soběslav III byla soběslavskou částí v letech 1850–1879. Znovu se jí stalo v letech 1910–1920 a podruhé 1. července 1980.

## Obyvatelstvo
| Rok            | 1869 | 1880 | 1890 | 1900  | 1910  | 1921 | 1930  | 1950 | 1961 | 1970  | 1980  | 1991  | 2001  | 2011  | 2021  |
| -------------- | ---- | ---- | ---- | ----- | ----- | ---- | ----- | ---- | ---- | ----- | ----- | ----- | ----- | ----- | ----- |
| Počet obyvatel | 772  | 0    | 0    | 1 077 | 1 197 | 0    | 1 175 | 0    | 0    | 2 015 | 3 552 | 4 551 | 4 325 | 4 119 | 3 767 |
| Počet domů     | 114  | 0    | 0    | 133   | 153   | 166  | 219   | 0    | 0    | 403   | 556   | 703   | 777   | 832   | 872   |

## Pamětihodnosti a zajímavosti
- Věž bývalého rožmberského hradu Hláska v ulici Horní příkopy v současnosti slouží jako knihovna. Při přestavbě dokončené v roce 2010 zůstal zachován původní vnější vzhled budovy. [9]

## Galerie

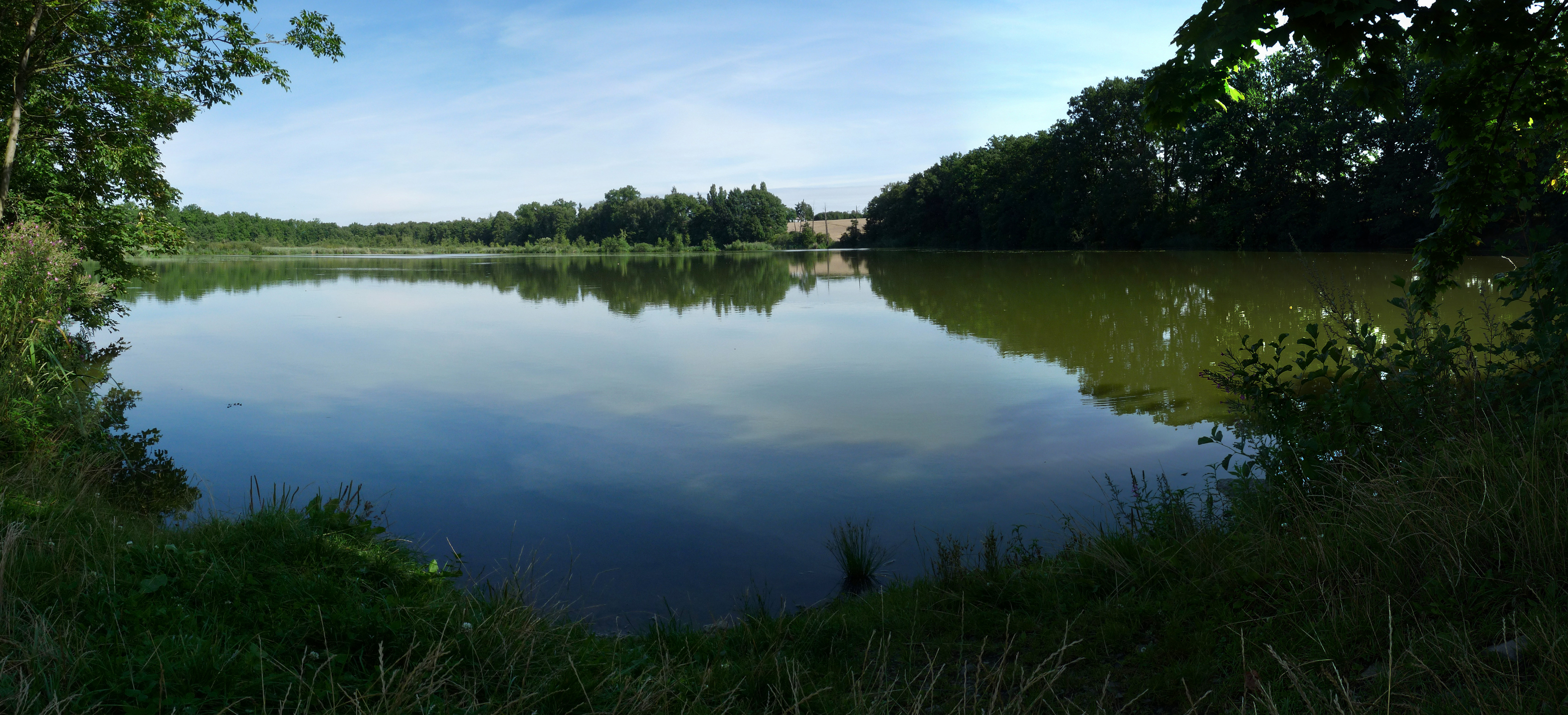
Nový rybník je přírodní památkou
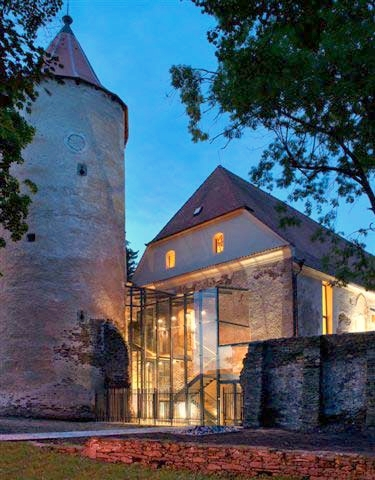
Věž hradu Hláska